# 莉莉婭·阿哈伊莫娃
莉莉婭·阿哈伊莫娃（俄语：Лилия Ахаимова，1997年3月17日—），俄羅斯體操運動員，她代表俄羅斯奧林匹克委員會隊參加了日本舉行的2020年夏季奧林匹克運動會，並且在女子團體全能比賽上獲得金牌。